# San Jerónimo el Grande
San Jerónimo el Grande es una localidad del estado mexicano de Guerrero. Es parte del municipio de Ajuchitlán del Progreso.

## Toponimia
El nombre «San Jerónimo» hace referencia al santo patrono de la localidad: Jerónimo de Estridón.

## Demografía
| Gráfica de evolución demográfica |
|                                  |

| Censo | Población |
| ----- | --------- |
| 1900  | 508       |
| 1910  | 452       |
| 1921  | —         |
| 1930  | 106       |
| 1940  | 147       |
| 1950  | —         |
| 1960  | 891       |
| 1970  | 1 046     |
| 1980  | 1 228     |
| 1990  | 1 454     |
| 2000  | 1 489     |
| 2010  | 1 472     |
| 2020  | 1 455     |